# David Keilin
David Keilin (Russisch: Давид Гиршевич Кейлин, David Girsjevitsj Kejlin) (Moskou, 21 maart 1887 - Cambridge, 27 februari 1963) was een Russisch-Britse entomoloog en parasitoloog.
Keilin behaalde zijn grootste erkenning met zijn onderzoek in de jaren twintig aan wat hij noemde cytochromen, een bepaald soort enzymen. Deze waren eerder ontdekt door C.A. McMunn in 1884, maar die ontdekking werd vergeten of verkeerd begrepen.
Keilin droeg tijdens zijn carrière aanzienlijk bij aan de entomologie en de parasitologie. Tussen 1914 en 1923 publiceerde hij 39 papers over onder meer de voortplanting van luizen, de levenscyclus van de paardenhorzel en de ademhalingsaanpassingen van de larven van vliegen.

## Academisch leven
Keilin ging pas op zijn tiende voor het eerst naar school, vanwege gezondheidsproblemen, waaronder astma. Zeven jaar later schreef hij zich in op de Universiteit van Luik. Hij studeerde verder op het Magdalene College van de Universiteit van Cambridge en werd Brits staatsburger.
In Cambridge werd Keilin in 1915 onderzoeksassistent van hoogleraar biologie George Nuttall. Hij zou er de rest van zijn loopbaan blijven, als opvolger van Nuttall als hoogleraar en vanaf 1931 als directeur van het Molteno Institute. In 1952 ging Keilin met pensioen.

## Erkenningen
Keilin werd verkozen tot Fellow of the Royal Society in 1926. Hij won de Royal Medal in 1939 en de Copley Medal in 1951.
- Author citation (botany): Keilin
- CiNii: DA01495623
- Gemeinsame Normdatei: 1019630221
- International Standard Name Identifier: 0000 0001 0970 8177
- Library of Congress Control Number: n87854382
- Bibliotheek van het Japanse parlement: 00445375
- Nationale Bibliotheek van Tsjechië: uk20241218690
- Nationale Bibliotheek van Israël: 987007364188305171
- Nederlandse Thesaurus van Auteursnamen: 07213951X
- Istituto Centrale per il Catalogo Unico: LO1V426010
- SNAC: w6m1981x
- Système universitaire de documentation: 085100846
- Virtual International Authority File: 50750178
- WorldCat: E39PBJgXfwKGTgKrtjf3fk3qQq